# Antiprisma quadrato camuso
In geometria, l'antiprisma quadrato camuso è uno dei solidi di Johnson (J85).
È un solido che ha solo vertici di valenza 5, ma non è un solido archimedeo perché nei vertici incidono facce differenti: in otto vertici incidono 5 triangoli e in altri otto incidono 4 triangoli e 1 quadrato.
Questo solido di Johnson non deriva dai solidi platonici o dai solidi archimedei.
Può essere immaginato come un antiprisma quadrato in cui è stato inserito un "anello" di 16 triangoli tra i due quadrati e gli 8 triangoli o come un antiprisma triangolare (che può essere considerato un ottaedro) portato su un icosaedro.
Norman Johnson assegnò un nome ai 92 solidi di Johnson e li descrisse nel 1966.

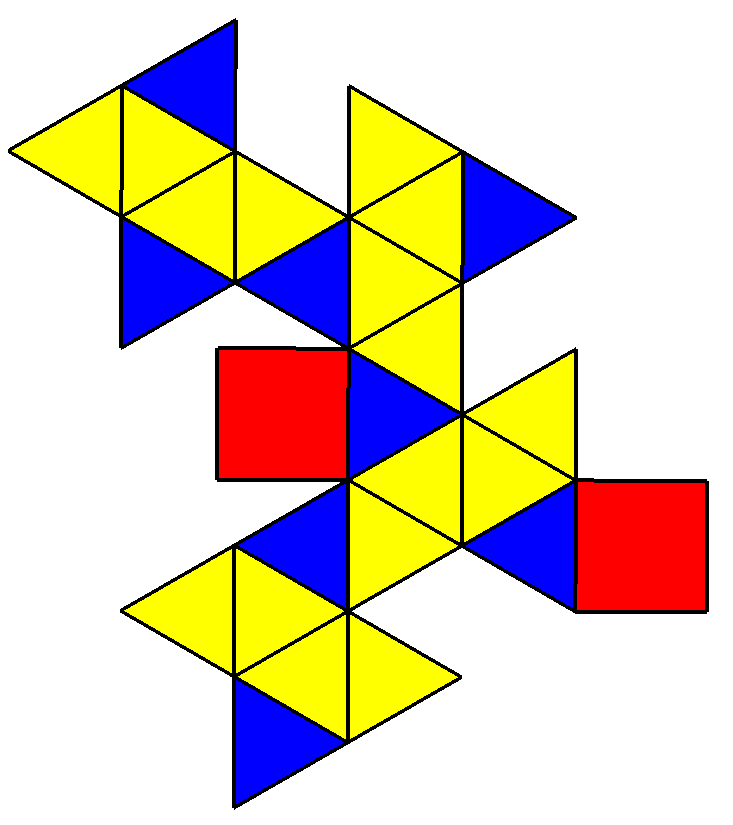
Uno sviluppo dell'antiprisma quadrato camuso